# Kirche Nospelt

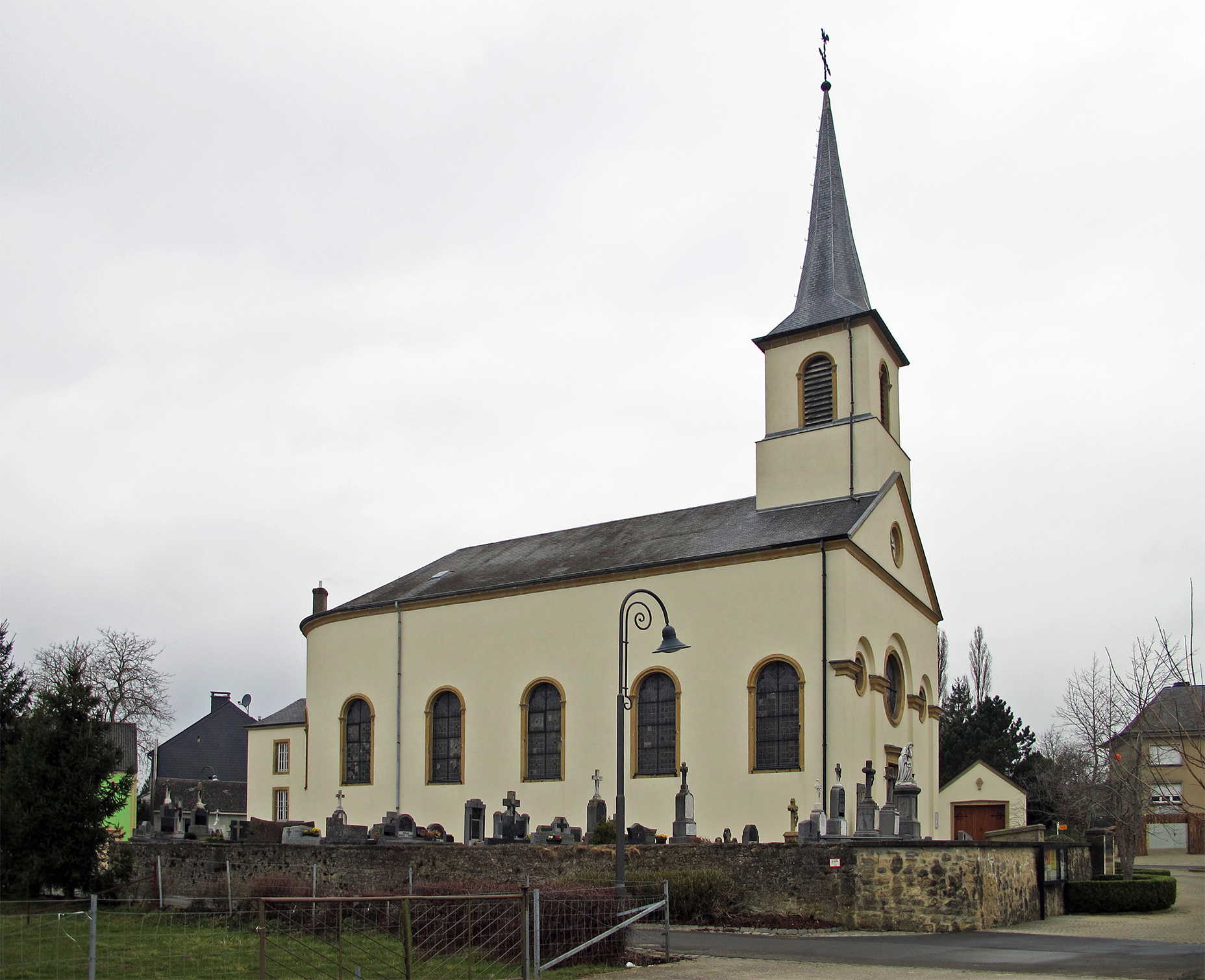
Kirche von Nospelt

Die Kirche von Nospelt ist ein katholisches Gotteshaus im Dorf Nospelt, das zur luxemburgischen Gemeinde Kehlen gehört. Die Kirche liegt im Zentrum der Ortschaft, umgeben von einem Friedhof.

## Geschichte
Im Jahr 1570 ist eine Kapelle in Nospelt nachgewiesen. Sie war dem Apostel Thomas gewidmet. 1850 wurde mit dem Bau der heutigen Thomas-Kirche begonnen, 1864 wurde sie geweiht.

## Beschreibung

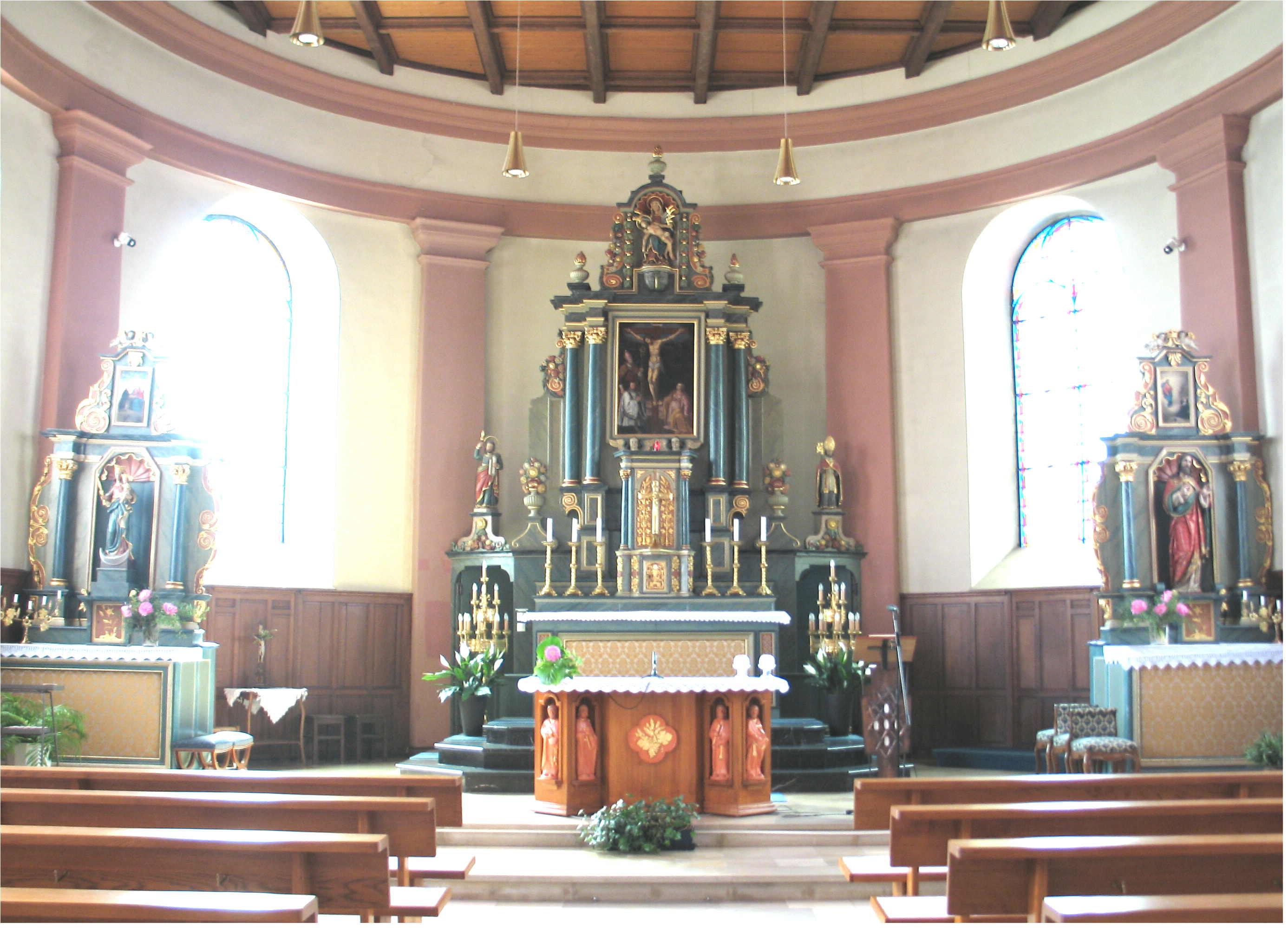
Thomaskirche: Innenraum

Bei diesem schlichten Bauwerk im Stil des Klassizismus handelt es sich um einen symmetrischen einschiffigen Saalbau mit nicht eingezogener halbrunder Apsis. Die Eingangsfassade befindet sich auf der Ostseite. Ein Turm ist nach Art eines Dachreiters auf das flach geneigte Satteldach über dem Haupteingang aufgesetzt. Er hat eine spitze, achtseitige Turmhaube nach Art eines Julius-Echter-Turms. Eine Uhr ist unterhalb des Turms ins Giebelfeld der Fassade eingelassen.

## Ausstattung
Der Hauptaltar mit der Darstellung der Schmerzhaften Muttergottes und die beiden Seitenaltäre (Maria, Herz Jesu) stammen aus der Barockzeit. Farbige Fenster wurden aus Kostengründen erst 1862 eingesetzt.

## Nachweise
1. ↑  Website Pfarrei Saint-Christophe Mamerdall

Koordinaten: 49° 40′ 24″ N, 6° 0′ 27,8″ O